# Roberto Deidier
Roberto Deidier (Roma, 31 agosto 1965) è un poeta e saggista italiano.

## Biografia
Nel 1991 si laurea in Lettere alla Sapienza, con Francesca Bernardini Napoletano, annoverando tra i suoi maestri Ida Magli, Alberto Asor Rosa, Maurizio Calvesi e Agostino Lombardo. Presso la stessa università consegue nel 1997 il Dottorato di ricerca in Italianistica. Dopo avere insegnato nelle università di Roma Tre e di Cassino e aver lavorato come redattore dell'Istituto dell'Enciclopedia Italiana, nel 1999 approda all'università di Palermo, dove insegna prima Letterature comparate e Letteratura italiana moderna e contemporanea, per divenire quindi professore ordinario di Letteratura italiana.
L'esordio poetico è del 1989, su Tempo presente, rivista fondata da Ignazio Silone. In quello stesso anno fonda con Marina Guglielmi un piccolo periodico di poesia, "Trame", che viene stampato fino al 1995. Prosegue pubblicando su Poesia, Paragone e altre riviste. Del 1995 è la sua prima raccolta in volume, Il passo del giorno (Sestante, con prefazione di Antonio Prete), che riceve il Premio Mondello per l'opera prima. Dal 2000 al 2011 è stato chiamato a far parte della giuria del premio.
Nel 1999, in edizione d'arte, appare Libro naturale, pubblicato nelle Edizioni dell'Ombra dell'amico stampatore Gaetano Bevilacqua, con una incisione di Giulia Napoleone. Chiuse le edizioni Sestante, nel 2002 raccoglie i primi due libri in Una stagione continua (peQuod) e congeda la terza raccolta, Il primo orizzonte (San Marco dei Giustiniani). Segue un lungo silenzio editoriale, per la poesia, interrotto dal quaderno di traduzioni Gabbie per nuvole (Empirìa 2011) e dal nuovo libro Solstizio (Mondadori 2014, Premio Brancati 2015 e Premio Frascati 2015). Nel 2017 pubblica, ancora in edizione d'arte presso Il Bulino, Dietro la sera, con acquarelli di Giancarlo Limoni. Nel 2021, con copertina di Giulia Napoleone, esce sempre per Mondadori All'altro capo (Premio Pisa 2021, Premio Città di Moncalieri 2022, Premio Pascoli 2022). Nel 2022, su disegni di Laura Fortin, pubblica per Le farfalle Nero residuo.
Ha curato opere e carteggi di autori del Novecento come Eugenio Montale, Sandro Penna, Umberto Saba, Giorgio Manganelli, Giovanna Sicari, Dario Bellezza.
Dal 2003 al 2011 ha diretto la rivista online Arcojournal. Come critico militante tiene nel blog all'interno del suo sito la rubrica "Ailanto", con recensioni e segnalazioni di libri di poesia italiani e stranieri.
Dal 2018, con Raffaele Manica, cura per le edizioni Empirìa Il viaggiatore insonne. Quaderni internazionali di studi su Sandro Penna.
Nel 2019 ha ricevuto il Premio Città di Latina alla carriera e nel 2021 il premio Libero De Libero, ancora alla carriera.

## Opere

### Poesia
- Il passo del giorno, Sestante, Ripatransone 1995.
- Libro naturale, Ed. dell'Ombra, Salerno 1999.
- Una stagione continua. Poesie 1986-1996, PeQuod, Ancona 2002.
- Il primo orizzonte, Ed. San Marco dei Giustiniani, Genova 2002 ISBN 88-7494-005-X.
- Questa folla viva, Quaderni di Orfeo, Milano, 2006.
- Gabbie per nuvole, Empirìa, Roma 2011.
- Solstizio, Mondadori, Milano 2014 Premio Brancati 2015 di Poesia[1].
- Dietro la sera, Il Bulino, Roma 2017.
- All'altro capo, Mondadori, Milano 2021.
- Nero residuo, Le farfalle, Valverde 2022.
- Quest'anno il lupo fissa negli occhi l'uomo, Molesini Editore, Venezia 2025.

### Saggistica, critica e curatele
- Le forme del tempo. Miti, fiabe, immagini di Italo Calvino, Guerini, Milano 1995; n. ed. Sellerio, Palermo 2004; ed. ampliata Sellerio, Palermo 2023.
- Eugenio Montale e Sandro Penna, Lettere e minute: 1932-1938 (a cura di), con introduzione di Elio Pecora, Archinto, Milano 1995.
- Le regioni della poesia: riviste e poetiche negli anni Ottanta, Marcos y Marcos, Milano 1996.
- L'officina di Penna, Archinto, Milano 1997.
- La poesia: lettura e comprensione, Armando, Roma 1998.
- Umberto Saba, Lettere a Sandro Penna, 1929-1940 (a cura di), Archinto, Milano 1997.
- Robert Louis Stevenson, Chirurgo celeste e altre poesie (a cura di), Via del vento, Pistoia 1997.
- Stili della percezione. Spazio, tempo, poesia, Marcos y Marcos, Milano 1998.
- Dall'alto, da lontano: scritture dell'adolescenza, della fiaba e dello scorcio nel Novecento italiano, Editori Riuniti, Roma 2000.
- La fondazione del moderno. Percorsi della poesia occidentale, Carocci, Roma 2001.
- Giorgio Manganelli, La penombra mentale: interviste e conversazioni (1965-1990) (a cura di), Editori Riuniti, Roma 2001.
- Sandro Penna, Il viaggiatore insonne (a cura di), presentazioni di Natalia Ginzburg e Giovanni Raboni, Ed. San Marco dei Giustiniani, Genova 2002.
- Segnali sul nulla: studi e testimonianze per Juan Rodolfo Wilcock (a cura di), Ist. della Enciclopedia italiana, Roma 2002.
- Atlante premio Mondello 1975-2004 (a cura di), Lombardi, Siracusa 2004.
- Geografie primaverili: poesie per Elio Pecora (a cura di), San Marco dei Giustiniani, Genova 2006.
- Giovanna Sicari, Poesie: 1984-2003 (a cura di), Empiria, Roma 2006.
- Le parole nascoste. Le carte ritrovate di Sandro Penna, Sellerio, Palermo 2008.
- Da un luogo anteriore. Poeti italiani del Novecento e oltre, PeQuod, Ancona 2008.
- L'avventura di restare: le scritture di Elio Pecora (a cura di), Ed. San Marco dei Giustiniani, Genova 2009.
- Luciana Notari, La pietà e la paura: tutte le poesie (a cura di), prefazione di Elio Pecora, Passigli, Firenze 2010.
- Persefone: variazioni sul mito (a cura di), Marsilio, Venezia 2010.
- Il lampo e la notte. Per una poetica del moderno, Sellerio, Palermo 2012.
- Dario Bellezza, Tutte le poesie (a cura di), Oscar Mondadori, Milano 2015.
- Navigando destini. La geografia umana di Elio Pecora, Empirìa, Roma 2017.
- Sandro Penna, Poesie, prose, diari (a cura di), Mondadori, Milano 2017.
- Kore, la ragazza ineffabile. Un mito tra passato e presente  (a cura di), Donzelli, Roma 2018.
- Ma che bellezza c'è nella poesia? Saggi su Sandro Penna, a cura di G. Cascio e R. Deidier, Istituto Italiano di Cultura, Amsterdam 2018.
- L'eternità immutabile. Studi su Juan Rodolfo Wilcock, a cura di R. Deidier e G. Nisini,Quodlibet, Macerata 2020.
- Alberto Toni, Tempo d'opera, Il ramo e la foglia, Roma 2022.
- Un mare tutto fresco di colore. Sandro Penna e le arti figurative (con Tommaso Mozzati), Magonza, Arezzo 2023.
- Maurizio Marotta, Ombra da viaggio. (Poesie 1983-2017), Giometti & Antonello, Macerata 2024.
- Tito Balestra poeta contemporaneo tra arte e letteratura del Novecento (a cura di), Fondazione Tito Balestra Onlus, Longiano 2024.